# Nimfa
Nimfe (starogrš. νύμφη, nymphē) so v grški mitologiji lepa ženska bitja v naravi, ki so se lahko naredila nevidna.
Za razliko od grških boginj nimfe na splošno veljajo za poosebitve narave, običajno so vezane na določeno lokacijo ali na zemeljsko značilnost in so ponavadi upodobljene kot čudovite deklice ali device. Nimfe naj ne bi bile nujno nesmrtne, vendar naj bi živele veliko dlje kot ljudje.
Nimfe so pogosto razdeljene v različne široke podskupine, kot so Meliae (drevesne nimfe), Najade (vodne nimfe), Nereide in Okeanide (morske nimfe) ter Oreade (gorske nimfe), med njimi tudi Eho. 
Nimfe se kot motiv pogosto pojavljajo v številnih klasičnih umetniških delih, literaturi, mitologiji in fikciji. Od srednjeveških časov dalje nimfe občasno povezujemo ali celo zamenjujemo z vilami.